# Leon Krauss

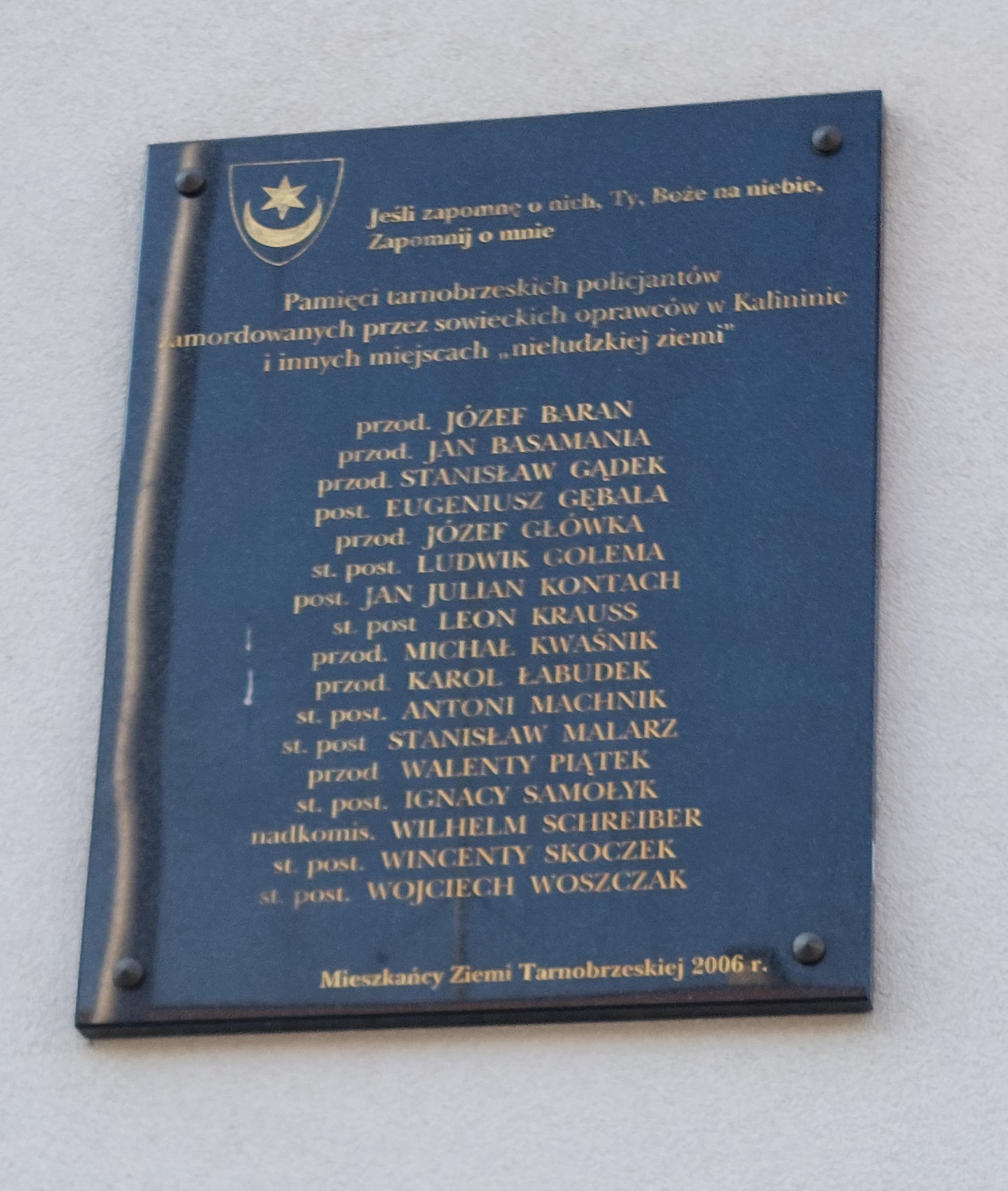
Tablica upamiętniająca policjantów z ziemi tarnobrzeskie, którzy zginęli w czasie II wojny światowej (m.in. Kraussa)

Leon Krauss (ur. 28 czerwca 1897 w Baranowie Sandomierskim, zm. 7 kwietnia 1940 w Twerze) – starszy posterunkowy Policji Państwowej, ofiara zbrodni katyńskiej. 
Syn Jana i Barbary.
Po zakończeniu udziału w wojnie polsko-bolszewickiej od 1921 pełnił służbę w Policji Państwowej. We wrześniu 1939 r. służył na posterunku Policji Państwowej w Chmielowie.
Po wybuchu II wojny światowej, 8 września ewakuował się na wschodnie tereny Polski, gdzie po agresji ZSRR w dniu 17 września 1939 r. został wzięty do niewoli. Więzień specjalnego obozu NKWD w Ostaszkowie. Skazany na śmierć i zabity w siedzibie NKWD w Kalininie (lista wywozowa L. 012/3 (77), 3215). Pochowany na Polskim Cmentarzu Wojennym w Miednoje.
W dniu 5 października 2007 roku starszy posterunkowy Leon Krauss został pośmiertnie awansowany przez prezydenta Lecha Kaczyńskiego wraz z innymi poległymi policjantami na stopień aspiranta Policji Państwowej. Jego nazwisko widnieje także na tablicy pamiątkowej odsłoniętej w dniu 28 lipca 2006 roku na budynku Komendy Miejskiej Policji w Tarnobrzegu.

## Odznaczenia
- Brązowy Krzyż Zasługi
- Krzyż Kampanii Wrześniowej 1939 r. - 1 stycznia 1986 (pośmiertnie)